# Satz von Russo-Dye
Der Satz von Russo-Dye, benannt nach Bernard Russo (* 1939) und Henry Abel Dye, ist ein Satz aus der mathematischen Theorie der C*-Algebren aus dem Jahre 1966. Der Beweis konnte von Laurence Terrell Gardner erheblich vereinfacht werden.
In einer C*-Algebra mit Einselement gibt es sehr viele unitäre Elemente, und zwar so viele, dass der Abschluss ihrer konvexen Hülle schon die ganze Einheitskugel ausfüllt.

## Formulierung des Satzes
In einer C*-Algebra mit Einselement ist die Einheitskugel gleich dem Normabschluss der konvexen Hülle der unitären Elemente.

## Bemerkungen
Ein unitäres Element einer C*-Algebra {\displaystyle A} mit Einselement 1 ist ein Element {\displaystyle u\in A} mit {\displaystyle u^{*}u=uu^{*}=1}. Aus der definierenden C*-Eigenschaft folgt {\displaystyle \|u\|^{2}=\|u^{*}u\|=\|1\|=1}, so dass unitäre Elemente auf dem Rand der Einheitskugel liegen. Daher ist der Normabschluss der konvexen Hülle der unitären Elemente sicher in der Einheitskugel enthalten; die umgekehrte Inklusion ist der nicht-triviale Teil des Satzes von Russo-Dye.
Der im unten angegebenen Lehrbuch von K. R. Davidson wiedergegebene Beweis zeigt sogar, dass die konvexe Hülle der unitären Elemente (ohne Abschlussbildung) das Innere der Einheitskugel umfasst, was eine stärkere Aussage ist.
In jeder komplexen Banachalgebra mit Einselement 1 und {\displaystyle \|1\|=1} ist dieses Einselement ein Extremalpunkt der Einheitskugel.
Da die Multiplikation mit einem unitären Element eine isometrische Isomorphie ist, sind auch alle unitären Elemente Extremalpunkte der Einheitskugel. Daher folgt sofort die schwächere Aussage
In einer C*-Algebra mit Einselement ist die Einheitskugel gleich dem Normabschluss der konvexen Hülle der Extremalpunkte.
Es gilt also die Aussage des Satzes von Krein-Milman, man beachte aber, dass die Einheitskugel in einer unendlichdimensionalen C*-Algebra nicht normkompakt ist, das heißt, der Satz von Russo-Dye ist keine Folgerung aus dem Satz von Krein-Milman.
Neben den unitären Elementen gibt es noch weitere Extremalpunkte. Man kann zeigen, dass die Extremalpunkte einer C*-Algebra {\displaystyle A} mit Einselement 1 genau die partiellen Isometrien {\displaystyle v\in A} mit {\displaystyle (1-v^{*}v)A(1-vv^{*})=0} sind.
Damit ist die Aussage des Satzes von Russo-Dye sogar stärker als diejenige des Satzes von Krein-Milman, denn man benötigt gar nicht alle Extremalpunkte, die unitären Elemente sind ausreichend.
Man kommt sogar mit noch weniger aus, wie Theodore W. Palmer 1968 gezeigt hat:
In einer C*-Algebra mit Einselement ist die Einheitskugel gleich dem Normabschluss der konvexen Hülle der Elemente der Form {\displaystyle \exp(ia)}, wobei {\displaystyle a} alle selbstadjungierten Elemente durchläuft.
Der stetige Funktionalkalkül zeigt, dass die Elemente der Form {\displaystyle \exp(ia),a^{*}=a} unitär sind, und es gibt Beispiele unitärer Elemente, die nicht von dieser Form sind.